# Japonské síly sebeobrany
Japonské síly sebeobrany (japonsky 自衛隊, rómadži: Džieitai, zkratka JSDF), neformálně Japonské ozbrojené síly, jsou zastřešující organizací sjednocující ozbrojené síly Japonska. Protože článek 9 japonské ústavy zapovídá Japonsku vytvoření ozbrojených sil, nejde de jure o plnohodnotné ozbrojené síly. Proto je v názvu zdůrazněn účel sebeobrany. Byly zformovány s posvěcením USA v roce 1954. Skládají se z pozemních sil sebeobrany, námořních sil sebeobrany a vzdušných sil sebeobrany. Vrchním velitelem je japonský premiér Fumio Kišida, řídicím orgánem je ministerstvo obrany. Nejvyšším vojenským představitelem je náčelník společného štábu.
Hlavními protivníky japonských sil sebeobrany, tak jak je definuje národní bezpečnostní strategie z roku 2022, je Čína a Severní Korea. V reakci na ruskou invazi na Ukrajinu v roce 2022 je jako hrozba označeno také Rusko. Za hlavního partnera jsou naproti tomu považovány Spojené státy americké.
V rámci revize národní bezpečnostní strategie by také mělo proběhnout zreformování obranných sil a podstatné zvýšení obranného rozpočtu, s čímž se pojí akvizice nových zbraní, zejména balistických střel a střel dlouhého doletu schopných zasáhnout cíle v Číně a KLDR, bojových letounů F-35 a válečných plavidel vybavených systémem Aegis. Do roku 2027 je plánováno dosažení obranného rozpočtu 2 % HDP, jakožto standardu NATO. Tím se Japonsko stane, po USA a Číně, státem se třetími nejvyššími výdaji na obranu.

## Historie

### Poválečná léta
Japonsko bylo po porážce od Spojenců ve druhé světové válce zbaveno jakékoli vojenské moci a v roce 1945 bylo nuceno podepsat dohodu o kapitulaci, předloženou generálem Douglasem MacArthurem. Během spojenecké okupace byly udržovány pouze malé domácí policejní síly, které měly na starost vnitřní bezpečnost a kriminalitu. Po vypuknutí korejské války byly nicméně americké síly odveleny a Japonsko se ocitlo bez ozbrojených sil. Na popud amerických okupačních úřadů japonská vláda v červenci 1950 schválila zřízení Národní policejní rezervy (警察予備隊, Keisatsu Jobi-tai), kterou tvořilo 75 000 mužů vybavených lehkými pěchotními zbraněmi. V roce 1952 byly založeny také Pobřežní bezpečnostní síly (海上警備隊, Kaidžó Keibitai), námořní obdoba NPR.
8. září 1951 byla podepsána Sanfranciská mírová smlouva, ukončující válečný stav mezi Spojenými státy a Japonskem. Mimo to byla, taktéž v San Franciscu, podepsána bezpečnostní smlouva, která umožňovala silám Spojených států řešit vnější agresi proti Japonsku, zatímco japonské pozemní a námořní síly se měly zabývat vnitřními hrozbami a přírodními katastrofami. Tato smlouva položila základ alianci mezi Spojenými státy a Japonskem, která trvá dodnes. 

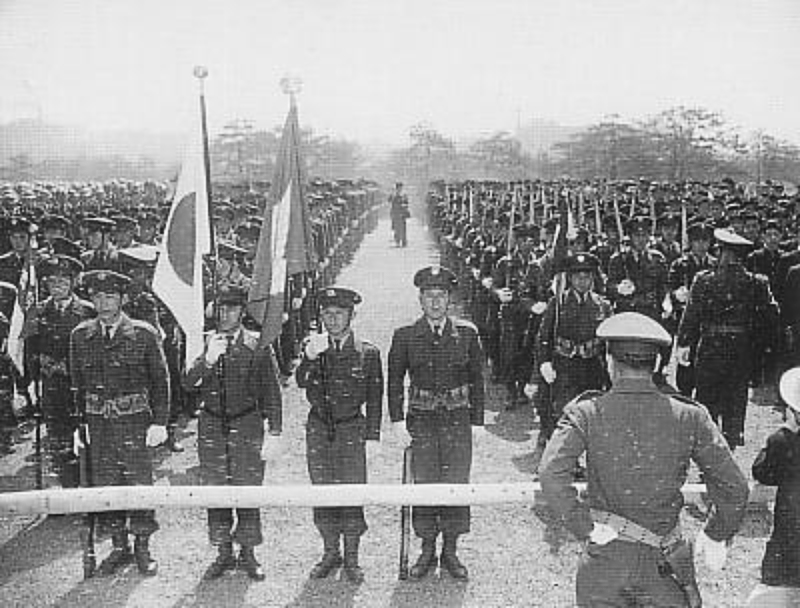
Členové Národní policejní rezervy v roce 1952

Japonská ústava z roku 1947, připravená tehdejším předsedou vlády Kidžúrém Šideharou pod dohledem velitele okupační správy gen. Douglase MacArthura, konkrétně její článek 9, zapovídá Japonsku budování ozbrojených sil. Pozdější japonské vlády tento článek interpretovaly tak, že neupírá státu přirozené právo na sebeobranu a s podporou Spojených států začaly postupně budovat síly sebeobrany. V roce 1952 byla Národní policejní rezerva rozšířena a transformována na Národní bezpečnostní složky (保安隊, Hoan-tai). Společně s Pobřežními bezpečnostními silami byly podřízeny novému úřadu – Národní bezpečnostní agentuře (保安庁, Hoan-čó), ze které později vzniklo ministerstvo obrany. 
Článek 9 japonské ústavy
(1) Upřímně usilující o mezinárodní mír založený na spravedlnosti a pořádku se japonský lid navždy zříká války jako svrchovaného práva národa a hrozby silou nebo jejího použití jako prostředku k řešení mezinárodních sporů.

(2) K dosažení cíle uvedeného v předchozím odstavci nebudou nikdy udržovány pozemní, námořní a vzdušné síly, jakož i další válečný potenciál. Právo státu na válku nebude uznáno.

volný překlad z angličtiny

V roce 1954 vešel v platnost Zákon o silách sebeobrany (自衛隊法, Džieitai-hó), kterým se vytváří Japonské síly sebeobrany a rozdělují se na pozemní síly sebeobrany (陸上自衛隊, Rikudžó džieitai), námořní síly sebeobrany (海上自衛隊, Kaidžó džieitai) a vzdušné síly sebeobrany (航空自衛隊, Kókú džieitai). Zákon společně se zákonem o vytvoření ministerstva obrany tvoří tzv. Dva obranné zákony, které upravují kontrolu a dohled nad silami sebeobrany, jejich organizaci včetně personálu a záložních jednotek a definují případy, kdy je možné síly sebeobrany nasadit. Původní zákon definuje smysl sil sebeobrany v udržování pořádku a v obraně míru a nezávislosti Japonska. V novele platné v roce 2022 je definice upravena ve smyslu umožnění zásahu sil sebeobrany v okolních regionech v situaci, kdy je ohrožena bezpečnost Japonska a umožnění zapojení sil sebeobrany do mírových akcí Rady bezpečnosti OSN.

## Struktura
Vrchním velitelem japonských sil sebeobrany je japonský ministerský předseda. Jeho autorita je zastoupena ministrem obrany, jakožto představitelem řídicího orgánu japonských sil sebeobrany. Dále je zřízena Národní bezpečnostní rada (国家安全保障会議, Koka anzen hošó kaigi) složená z ministrů, ve které jsou projednávány důležité otázky týkající se bezpečnosti. Nejvyšším vojenským představitelem je pak náčelník společného štábu (統合幕僚長, Tógó Bakurjó-čó). Tím je vždy čtyřhvězdičkový generál nebo admirál. Náčelník společného štábu pak předsedá společnému štábu (統合幕僚監部, Tógó Bakurjó-kanbu, zkratka Tóbaku), který dále zahrnuje staršího poddůstojnického poradce, zástupce náčelníka společného štábu, zástupce náčelníka pro administrativu a představitele mnoha dalších odborů a speciálních sborů. Všechny složky sil sebeobrany jsou vedeny svými náčelníky štábů, kteří mají funkci nejvyššího odborného poradce ministra obrany a jejich prostřednictvím jsou vykonávány rozkazy k činnostem. Úkolem společného štábu je pak tyto činnosti integrovat.